# 愛のバラード
「愛のバラード」（あいのバラード）は、1976年公開の角川映画第1作『犬神家の一族』のテーマ曲。大野雄二とファンタスティック・ブルーのシングルとして1976年9月25日に発売されたほか、金子由香利によるヴォーカル・ヴァージョンも、同年リリースされた。

## 大野雄二とファンタスティック・ブルーのシングル

### 解説
本曲の特徴的な旋律は、ハンマード・ダルシマー（演奏：生明慶二）によるものである。
本レコードのミキシングは、伊豫部富治がスケジュールの都合で参加できず、急遽吉田保に依頼してできあがった。後日、このレコードを聴いた伊豫部は、「あまりの見事なサウンドに焦ったと同時に、一番おいしいところを保さんにあげてしまったと思った」という。
1978年公開のドキュメンタリー映画『野性号の航海 翔べ 怪鳥モアのように』の中で航海の最中、角川春樹は船の中でこの「愛のバラード」をかけて、「手前味噌ながら、感慨深い思いを感じた」という。

### 収録曲

#### SIDE A
1. 愛のバラード（インストゥルメンタル）  –  (4:30)

#### SIDE B
1. 憎しみのテーマ（インストゥルメンタル）  –  (3:59)

## 金子由香利のシングル

### 解説
金子由香利が1976年に発売したシングルレコード。
映画本編にも、映画告知用のコマーシャルにも一切使用されなかったこともあり、売れ行きはよくなかった。この経験から、次作の角川映画『人間の証明』では、主題歌（「人間の証明のテーマ」）が用いられることとなった。

### 収録曲

#### SIDE A
1. 愛のバラード  –  (4:00)
  - 作詞：山口洋子、作曲：大野雄二、編曲：神保正明
  - 歌：金子由香利、伴奏：ビクター・オーケストラ

#### SIDE B
1. 仮面  –  (3:18)
  - 作詞：山口洋子、作曲：大野雄二、編曲：神保正明
  - 歌：金子由香利、伴奏：ビクター・オーケストラ

## カバー
- Sunaga t experience  –  2015年発売のアルバム『STE』で、「愛のバラード（大野雄二とファンタスティック・ブルー版）」をカバーしている。
- 薬師丸ひろ子  –  2016年発売のアルバム『Cinema Songs』で、「愛のバラード（金子由香利版）」をカバーしている。

### 大野雄二によるセルフカバー
- You & Explosion Band  –  2005年発売のアルバム『Made In Y.O.』で、上妻宏光の津軽三味線をフィーチャーしてセルフカバー。
- 大野雄二トリオ  –  2008年発売ののアルバム『LUPIN THE THIRD "JAZZ"「For Lovers Only」』でワルツアレンジでセルフカバー。